# Štefan Ivančo
Štefan Ivančo (14. srpna 1889, Pueblo, Colorado, USA – 28. prosince 1951, Nitra, Československá republika) byl slovenský řeckokatolický kněz, který se stal obětí pronásledování řeckokatolické církve za komunistického režimu v Československu.

## Život
Pocházel ze slovenské rodiny, která v době jeho narození pobývala v USA, kde jeho otec byl za prací. Rodina jinak pocházela ze slovenských Nižných Slovinek a na Slovensko se později vrátila. Štefan Ivančo studoval řeckokatolickou teologii, oženil se a v roce 1913 byl v Prešově vysvěcen na řeckokatolického kněze. V letech 1913–1920 působil v Porúbce, následně v Ihlanoch, poté ve Vyšné Jablonce a Štefanovcách. Od roku 1933 působil ve farnosti Zubné.
V dubnu 1950 byla v důsledku tzv. Prešovského lžisoboru řeckokatolická církev v Československu postavena mimo zákon a její duchovní a věřící byli tlačeni k přijetí pravoslavné víry. Štefan Ivančo s rodinou a farníky tomuto tlaku několik měsíců odolával. Po dlouhém nátlaku nakonec podepsal přestup do pravoslavné církve. Dne 7. ledna 1951, tedy na Vánoce dle Juliánského kalendáře, však před začátkem slavnostních bohoslužeb předstoupil před své farníky, svůj podpis a "sjednocení" s pravoslavnou církví odvolal a prosil farníky a svou rodinu o odpuštění, neboť souhlas s pravoslavizací vnímal jako své selhání. Obratem byl však udán a téhož dne večer byl zatčen Státní bezpečností.
Do června 1951 byl držen ve vyšetřovací vazbě a následně odeslán do TNP ve slovenském Močenoku. Tam však záhy onemocněl. Byl převezen do nemocnice v Nitře, kde zanedlouho zemřel. Řeholním sestrám, které zde působily jako ošetřovatelky, stačil sdělit, že nedlouho předtím byl ve vyšetřovací vazbě, kde byl fyzicky týrán. V nitranské nemocnici pak 28. prosince 1951 zemřel. Pohřben byl na městském hřbitově v Nitře. Pohřeb organizovala nitranská římskokatolická duchovní správa.